# Győző Zemplén
Győző Zemplén (Nagykanizsa, Hungria, 17 de outubro de 1879 – Asiago, 29 de junho de 1916) foi um físico hungaro, que trabalhou com hidrodinâmica e teoria cinética dos gases.

## Vida e obra

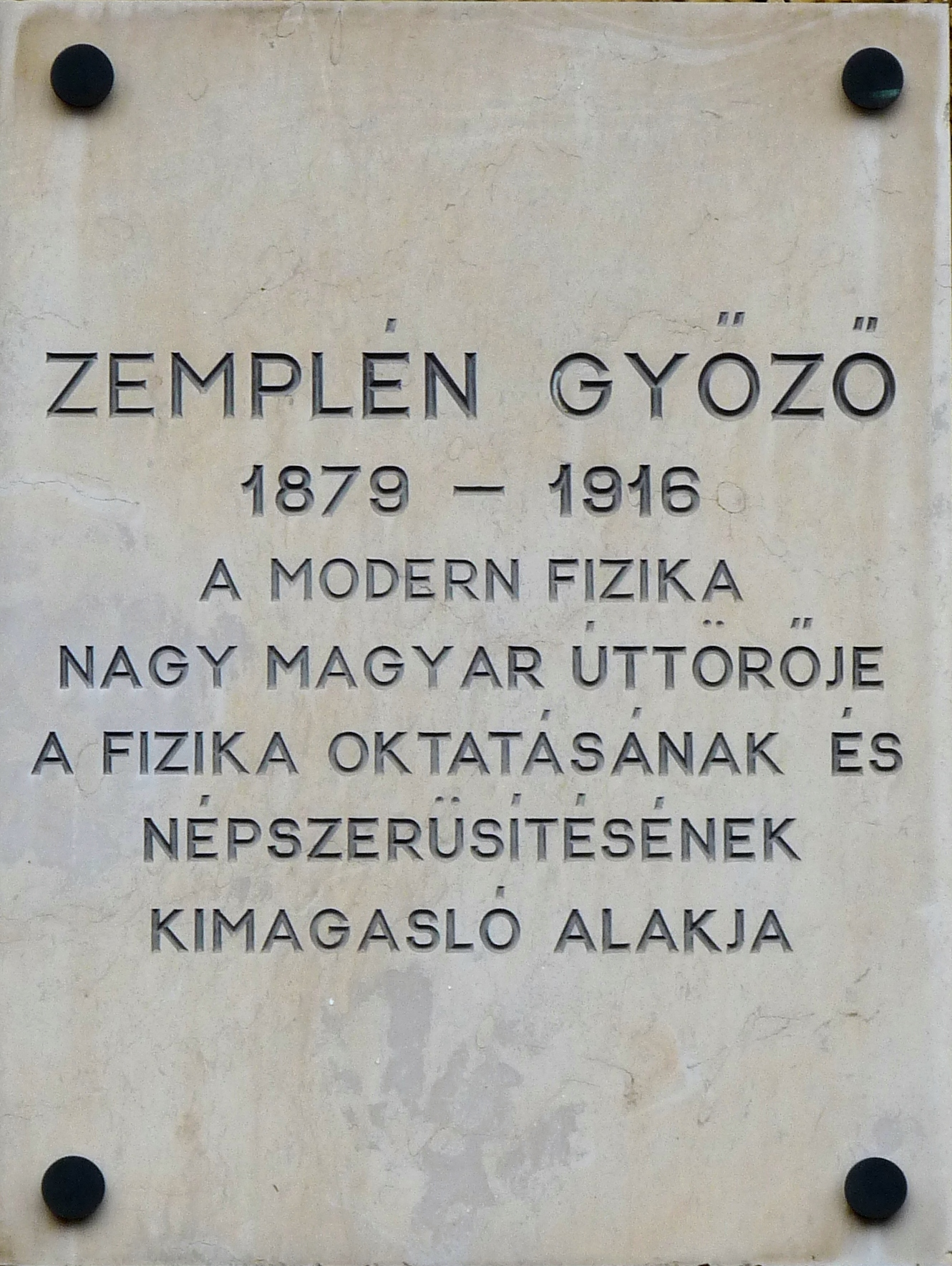
Placa comemorativa para Győző Zemplén na estrada com seu nome em Budapeste.

Zemplén cresceu em Rijeka, Croácia. Começou a estudar em 1896 na Universidade de Budapeste, e aos 19 anos de idade ganhou um prêmio com um ensaio sobre viscosidade dos gases. Em 1900 publicou a artigo Über die Grundhypothesen der kinetischen Gastheorie no Annalen der Physik, tendo já publicado anteriormente trabalhos sobre matemática. Graduou-se em 1900, continuando na universidade como assistente. Em 1902 foi assistente de Loránd Eötvös, que o mandou em 1904-1905 para estudar em Göttingen e Paris. Em Göttingen desenvolveu um tratamento matemático da teoria de ondas de choque, que chamou a tenção de Felix Klein, que o convidou para escrever um artigo sobre o assunto na Encyklopädie der mathematischen Wissenschaften. Aplicando considerações de entropia (ao invés de como até então a lei da conservação da energia) resolveu um problema em aberto da teoria da ondas de choque em um ensaio "Sur l'impossibilité des ondes de choc négatives dans les gaz" no Comptes rendus de l'Académie des Sciences (1905). Depois de retornar de Paris e obter a habilitação em 1905 foi Privatdozent na Universidade de Budapeste (1905) e na Universidade de Tecnologia e Economia de Budapeste (1907), tornando-se professor em 1912. Também trabalhou com a então nova teoria da relatividade, e escreveu um livro-texto sobre eletrodinâmica (Die Elektrizität und ihre praktischen Anwendungen 1910) e traduziu um livro de Marie Curie sobre radioatividade e escreveu em 1905 um livro sobre o assunto.
Em 1908 foi eleito membro da Academia de Ciências da Hungria.
Alistou-se livremente na Primeira Guerra Mundial. Foi atingido por estilhaços de granada durante a Batalha de Asiago, e morreu pouco depois.